# Slade Gorton
Thomas Slade Gorton III, né le 8 janvier 1928 à Chicago et mort le 19 août 2020 à Seattle (État de Washington), est un homme politique américain, membre du Parti républicain et sénateur de l'État de Washington de 1981 à 1987 et à nouveau de 1989 à 2001. Il est auparavant procureur général d'État de 1969 à 1981.

## Biographie

### Jeunesse et débuts en politique
Après avoir servi dans la United States Army en 1945-1946, Slade Gorton est diplômé du Dartmouth College en 1950 puis de la Columbia Law School en 1953. Il rejoint alors la United States Air Force pendant trois ans, avec le grade de lieutenant. Il reste réserviste jusqu'en 1980.
Avocat à Seattle, il est élu à la Chambre des représentants de l'État de Washington de 1959 à 1969 et y dirige la majorité républicaine les deux dernières années de son mandat. En 1969, il devient procureur général de l'État. Il est réélu deux fois à ce poste.

### Sénateur des États-Unis
En 1980, Slade Gorton est élu au Sénat des États-Unis face au démocrate Warren Magnuson (en), sénateur depuis 36 ans. Il est battu six ans plus tard par Brock Adams et redevient avocat.
Il se représente au Sénat en 1988, pour l'autre siège de sénateur de Washington. Il est élu de justesse face à Mike Lowry. Il est facilement réélu lors de la révolution républicaine de 1994.
Durant sa carrière au Sénat, Slade Gorton défend particulièrement les intérêts des industries agricole, minière et sylvicole face aux associations de protection de l'environnement, qu'il qualifie d'« extrémistes ».
Lors des élections de 2000, il affronte la démocrate Maria Cantwell. Pour la première fois, des organisations amérindiennes lèvent des fonds contre un candidat au Sénat. Slade Gorton, qui préside la commission contrôlant les fonds fédéraux affectés aux tribus, se voit reprocher ses positions contre certaines exceptions en faveur des amérindiens. Le 1er décembre 2000, après plusieurs semaines de dépouillement et de recomptage des bulletins, Maria Cantwell est déclarée vainqueur de l'élection avec 2 229 voix d'avance sur plus de 2,5 millions. Gorton remporte 34 des 39 comtés de l'État mais est largement distancé dans le plus peuplé d'entre eux, le comté de King.

### Après le Sénat
Après son mandat de sénateur, Slade Gorton est notamment membre de la commission nationale sur les attaques terroristes contre les États-Unis puis de la commission d'enquête sur l'explosion d'une raffinerie (en) à Texas City.
Lors de l'élection présidentielle américaine de 2016, il soutient l'indépendant Evan McMullin au détriment du candidat républicain Donald Trump.